# Katastrofa lotu Cebu Pacific 387
Katastrofa lotu Cebu Pacific Air 387 wydarzyła się 2 lutego 1998, McDonnell Douglas DC-9-32, należący do linii Cebu Pacific, lecący z Manili do Cagayan de Oro, rozbił się o zbocze góry Mount Sumagaya. W katastrofie zginęły 104 osoby (99 pasażerów i 5 członków załogi) – wszyscy na pokładzie.
31-letni samolot wzbił się w powietrze o godz. 9:16. Lot do Cagayan de Oro przebiegał bez zakłóceń do chwili, gdy na wysokości 8200 stóp (2500 m) samolot uderzył o górę Mount Sumagaya, ok. 45 km. na północny wschód od Cagayan de Oro.
Prawdopodobną przyczyną tragedii były złe warunki atmosferyczne, jednak według ustaleń w chwili katastrofy niebo było czyste, natomiast w górach była gęsta mgła. Piloci przed zderzeniem zgłaszali, że opadają, mogli zbyt późno zareagować, przez co doszło do katastrofy.